# Сиковицкая волость

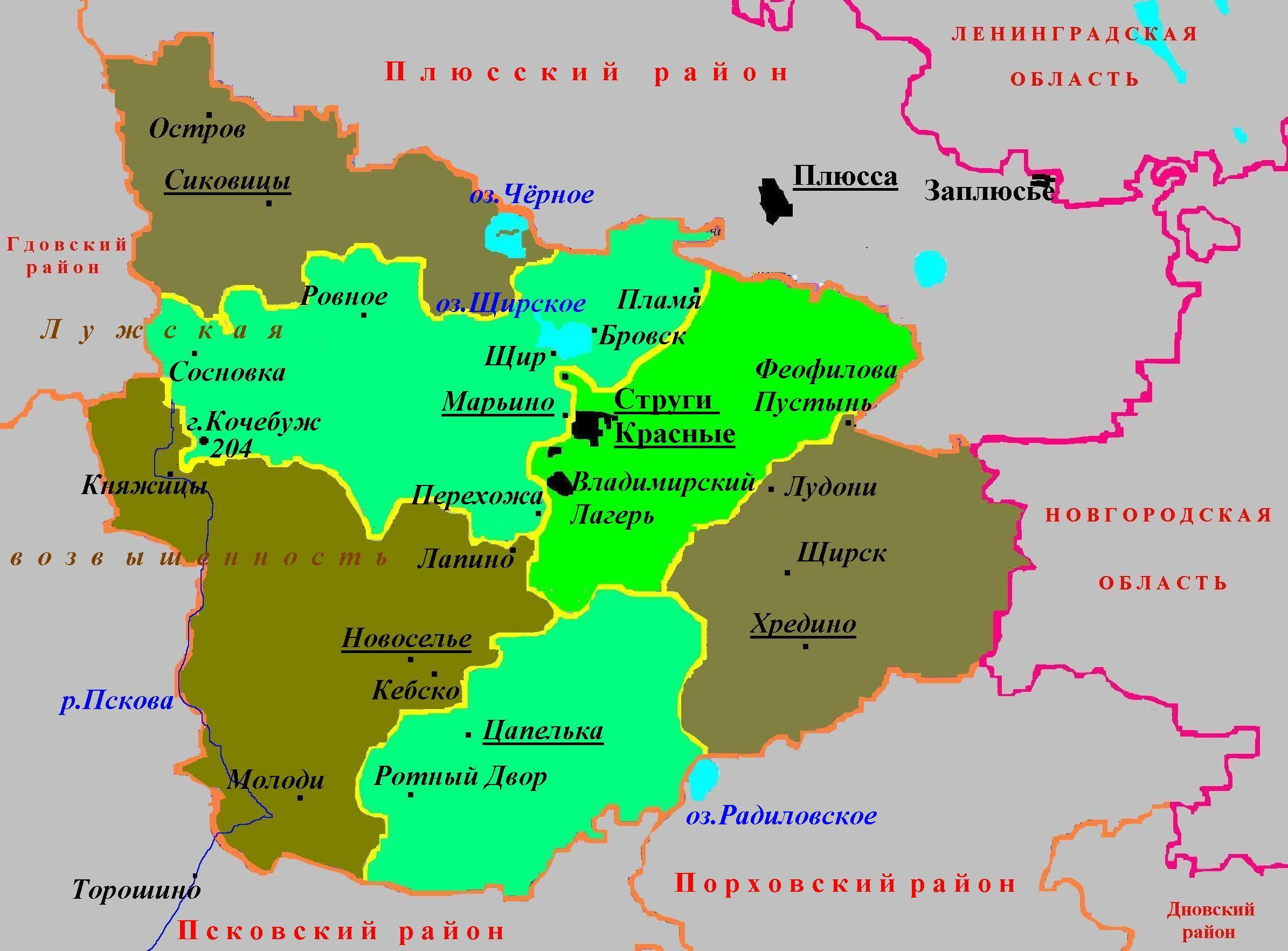
Административное деление Струго-Красненского района в 2010—2015 годах

Сиковицкая волость — упразднённые административно-территориальная единица 3-го уровня и муниципальное образование со статусом сельского поселения в Струго-Красненском районе Псковской области России.
Административный центр — деревня Сиковицы.

## География
Территория волости граничила на юге с Марьинской волостью, на западе — с Гдовским районом, на севере — с Плюсским районом.
На территории бывшей волости расположено озеро Чёрное или Вязковское (8,8 км², глубиной до 5,2 м) и др.

## Население
| 2002 | 2010 | 2012 | 2013 | 2014 | 2015 |
| ---- | ---- | ---- | ---- | ---- | ---- |
| 866  | ↘603 | ↘568 | ↘530 | ↘516 | ↘503 |

## Населённые пункты
В состав Сиковицкой волости входило 28 деревень: Бельско, Борки, Вольный Дубок, Горка, Давыдово, Дворище, Домкино, Ждани, Задорье, Заполье, Заручевье, Зарябинка, Зачеренье, Зовка, Музовер, Нишева, Озерево, Орехово, Остров, Погорелка, Прусово, Радонка, Река, Сиковицы, Сковородка, Узьмино, Юхново, Загорье.

## История
Территория этой бывшей волости в 1927 году вошла в Струго-Красненский район в виде ряда сельсоветов, в том числе Сиковицкого.
В ноябре 1928 года Аксовский и Рецкий сельсоветы были включены в Симанологский сельсовет; Островский сельсовет был включён в Сиковицкий сельсовет.
Указом Президиума Верховного Совета РСФСР от 16 июня 1954 года Рожницкий сельсовет был включён в Симанологский сельсовет.
Решением Псковского облисполкома от 26 октября 1959 года Сиковицкий сельсовет был включён в Симанологский сельсовет.
Решением Псковского облисполкома от 14 октября 1961 года, в связи с переносом центра в деревню Марьино, Щирский сельсовет был переименован в Марьинский сельсовет.
Решением Псковского облисполкома от 17 мая 1967 года из части Симанологского сельсовета был восстановлен Сиковицкий сельсовет.
Постановлением Псковского областного Собрания депутатов от 26 января 1995 года все сельсоветы в Псковской области были переименованы в волости, в том числе Сиковицкий сельсовет был превращён в Сиковицкую волость.
Законом Псковской области от 28 февраля 2005 года в составе муниципального образования Струго-Красненский район со статусом муниципального района было также образовано муниципальное образование Сиковицкая волость со статусом сельского поселения с 1 января 2006 года.
Закон Псковской области от 30 марта 2015 года Сиковицкая волость была упразднена и в апреле 2015 года включена в состав Марьинской волости.